# Maestro Guccio
Maestro Guccio (... - 1409) est un peintre italien du Trecento (XIVe siècle italien) et de la première décennie du Quattrocento.

## Biographie
Maestro Guccio est le neveu de Guccio del Sero.